# Larinotus umblicatus
Larinotus umblicatus es una especie de coleóptero de la familia Trogossitidae.

## Distribución geográfica
Habita en Australia.